# Franz Obermayr
Franz Obermayr (Linz, 25 maggio 1952) è un politico austriaco del Partito della Libertà Austriaco (FPÖ) ed europarlamentare.
Eletto europarlamentare alle elezioni europee del 2009 è del 2014.